# Sabre (CRS)

Logo der Sabre Corporation

Sabre (Akronym für Semi-Automatic Business Research Environment; IATA-Code 1S) ist eines von drei (Sabre, Travelport, Amadeus) bedeutenden Computerreservierungssystemen (CRS). Über ein Terminal angeschlossen, lassen sich die weltweite Verfügbarkeit von Flügen, Hotelbetten, Zugfahrkarten und anderer Dienstleistungen prüfen und Buchungen durchführen.

## Geschichte
Die Idee zu einem solchen System hatte 1953 Cyrus Rowlett Smith, damaliger CEO von American Airlines, auf einem Transkontinentalflug von Los Angeles nach New York, als er neben einem Mitarbeiter von IBM saß, der in das SAGE-Projekt zur Abwehr feindlicher Bomberangriffe auf Nordamerika involviert war.
Aus der Erfahrung des Projekts und den Ansprüchen eines elektronischen Buchungssystems entstand bis 1960 in Briarcliff Manor im US-Bundesstaat New York auf Basis von zwei IBM 7090-Mainframes das erste computergesteuerte Projekt mit einer Kapazität von 84.000 Telefonanrufen pro Tag. Bis 1964 hatte American Airlines über tausend Teilnehmer über das Telefonnetz in 60 Städten der USA angeschlossen. Es war einer der größten privaten Datenverarbeiter der Welt und wurde zu einer Art Prototyp für andere Fluggesellschaften, die ihre Reservierungssysteme ebenfalls umstellten.
Die Großrechner wurden 1972 gegen neuere IBM System/360 ausgetauscht und nach Tulsa, Oklahoma unter die Erde verlegt. Ab 1976 schloss der Konkurrent United Airlines mit Apollo, aus dem später Galileo hervorging, erstmals Reisebüros an ihr System an. Noch im selben Jahr folgte Sabre. 1983 wurden Agenturen in Kanada angeschlossen, drei Jahre später folgte mit Großbritannien das erste Land in Europa.
Einige Eisenbahngesellschaften, wie Amtrak nutzen die Technik von Sabre. Der Betreiber des Eurotunnels, die Eurostar Group, stellte auf das System von Amadeus (CRS) um.
An dem japanischen Marktführer AXESS, einer Tochtergesellschaft von Japan Airlines, beteiligte sich das amerikanische Unternehmen 1995 mit 25 Prozent und tauschte zum Beispiel Passagierinformationen aus. Das Reservierungssystem FANTASIA, von der australischen Fluggesellschaft Qantas Airways 1989 gegründet, wurde angeschlossen. Mit Abacus, im Mai 1988 von Cathay Pacific Airways und Singapore Airlines gegründet mit 11.000 angebundenen Reisebüros, hat sich ein weiterer Anbieter, der vorwiegend im pazifischen Raum aktiv ist, für eine Zusammenarbeit mit Sabre entschieden.
Im Mai 1998 schaltete die Fluggesellschaft US Airways ihre Computer ab und verlagerte alle ihre Flugdaten in den Rechner nach Oklahoma. Mitte November 2000 wurden die Daten des INFINI, einer Tochter von Abacus und All Nippon Airways mit über 6000 angeschlossenen Reiseagenturen, erfolgreich in den Großrechner integriert. 

## Arbeitsweise im Reisebüro
Um eine Verbindung zu dem Computersystem aufzubauen, benötigten die Benutzer eine gesicherte Leitung, zum Beispiel über eine Standleitung mit Nortel-VPN-Box oder eine verschlüsselte Internetverbindung. Jeder Agentur wird ein vierstelliger alphanumerischer Pseudo City Code (PCC) zugewiesen, der einen Pool von Adressen für Endgeräte enthält, wie Computer oder Drucker für ATB2- oder E-Flugtickets. Über einen Emulator können angemeldete Teilnehmer mit Befehlen (Format) Informationen abfragen, wie zum Beispiel Fluginformationen, Preise oder das Wetter in der Zielregion.
Als Beispiel eine Verfügbarkeitsabfrage im Java-Terminal:
|   | am    | von | nach |      | dazwischen kurz nach Thailand |
| 1 | 31DEC | FRA | SYD  | 0930 | BKK                           |

Flugdetails: Thai Airways

Für jeden Fluggast wird ein Passenger Name Record erstellt, der im System gespeichert bleibt.
In Deutschland gibt es mit der Java-Anwendung Merlin als touristisches Reservierungssystem eine einfache Möglichkeit Reisen zu buchen, die ohne Kommandos und Sonderzeichen auskommt. Hiermit können Benutzer über eine grafische Oberfläche verschiedene Reiseveranstalter per Maus anwählen.

## Reiseverwaltung
TripCase ist eine Reiseverwaltungs-App und Website, die von Sabre entwickelt wurde. Mit TripCase können Reisende alle Details ihrer Reisen an einem Ort organisieren und verwalten: 
1. TripCase bietet Funktionen wie Reiseplanung und -Management: Nutzer können ihre Flugdaten, Hotelbuchungen, Mietwagenreservierungen und andere Reiseinformationen zentral verwalten. 
2. Benachrichtigungen in Echtzeit: Die App sendet Updates zu Flugstatus, Gate-Änderungen, Verspätungen und anderen wichtigen Reiseinformationen.
3. Teilen von Reiseplänen: Reisende können ihre Reiserouten mit Freunden oder Familie teilen, um sie über Änderungen auf dem Laufenden zu halten.
4. Integration mit Reisebüros: Da Sabre ein weltweit verbreitetes Reservierungssystem ist, wird TripCase oft von Reisebüros und Unternehmen genutzt, um Reiserouten für ihre Kunden bereitzustellen.
5. TripCase eignet sich besonders für Vielreisende und Geschäftsreisende, die ihre Reisen effizient organisieren möchten.

## Sonstiges
Heute sind über 53.000 Reiseagenturen, über 400 Fluggesellschaften, Millionen von Hotelbuchungsmöglichkeiten, über 35 Mietwagenfirmen und über 30 Eisenbahnverkehrsunternehmen über das Reservierungssystem Sabre buchbar. Eigentümerin ist die Sabre Holding. Neben dem europäischen Wettbewerber Amadeus ist der eigentliche Betreiber, die Tochtergesellschaft Sabre Travel Network, einer der beiden größten Anbieter auf diesem Markt.